# رافائيل اولارا
رافائيل اولارا (بالإسبانية: Rafael Olarra)‏ (26 مايو 1978 سانتياغو تشيلي - ) هو لاعب كرة قدم تشيلي، يلعب كمدافع، شارك في الألعاب الأولمبية الصيفية 2000.

## روابط خارجية
- رافائيل اولارا على موقع الاتحاد الدولي (مؤرشف)  (الإنجليزية)
- رافائيل اولارا على موقع قاعدة بيانات كرة القدم.إي يو (الإنجليزية)
- رافائيل اولارا على موقع ناشيونال فوتبول تيمز (الإنجليزية)
- رافائيل اولارا على موقع Soccerway.com (الإنجليزية)
- رافائيل اولارا على موقع أوليمبيديا (الإنجليزية)
- رافائيل اولارا على موقع AS.com (الإسبانية)